# Popovac (żupania virowiticko-podrawska)
Popovac  – wieś w Chorwacji, w żupanii virowiticko-podrawskiej, w gminie Voćin. W 2011 roku pozostawała niezamieszkana.